# Albert Lömpcke
Karl Wilhelm Albert Lömpcke (* 12. April 1853 in Magdeburg; † 3. Januar 1939 in Wiesbaden) war ein deutscher Jurist und Verwaltungsbeamter.

## Herkunft und Familie
Lömpckes Eltern waren der Rittergutsbesitzer in Domersleben (Prov. Sachsen) Johann Karl Wilhelm Lömpcke (1819–1869) und Henriette Walstab (1829–1904).
Sein jüngerer Bruder Robert Lömpcke (1856–1922) übernahm die 1847 gegründete väterliche Zuckerfabrikation und das Rittergut Domersleben und war mit Emma von Teichman und Logischen (1861–1938), Tochter des königlich preußischen Generalleutnants Arved von Teichman und Logischen (1829–1898), verheiratet. Dessen Sohn Wilhelm Lömpcke (1889–1971) führte das Rittergut bis zur Enteignung durch die Bodenreform fort und war Mitglied des Deutschen Herrenklubs.
Eine Tochter von Albert Lömpcke, Maria, heiratete 1919 den Juristen und späteren Präsidenten des Niedersächsischen Landtags Paul Oskar Schuster (1888–1971).

## Leben
Lömpcke wurde 1853 in Magdeburg-Sudenburg geboren, erhielt zunächst Privatunterricht und ging dann in Magdeburg zur Schule, wo er sein Abitur bestand. Das Studium der Rechtswissenschaften absolvierte er an der Ruprecht-Karls-Universität Heidelberg und in Berlin. In Heidelberg war er Mitglied des Corps Rhenania. Nach Abschluss seiner Studien war Lömpcke Gerichts- und Regierungsreferendar in Wiesbaden und Liegnitz und Regierungsassessor in Königsberg (Preußen). 1883 bis 1897 amtierte er als Landrat in Wehlau. 1897 wurde er Oberregierungsrat in Liegnitz, 1903 stellvertretender Regierungspräsident in Schleswig. 1918 trat er in den Ruhestand.